# Usseaux
Usseaux (okcitánul Usseaus; piemonti nyelven Usseu vagy Ussò; a fasizmus alatt olaszosítva Usseglio) egy olasz község a Piemont régióban, Torino megyében.

## Földrajz
A Chisone-völgyben fekszik. Területe egyrészt az Orsiera - Rocciavrè, másrészt a Gran Bosco di Salbertrand Természetvédelmi Park részét képezi. A következő községekkel határos: Chiomonte, Exilles, Fenestrelle, Gravere, Meana di Susa, Pragelato.

## Látványosságok
A településen több, 1700-ból származó épületet találhatunk, pl. a malmot. Igen jellegzetesek a községben több helyen elszórt kutak. Balboutet településrészen majdnem minden sarkon látható egy napóra. A San Pietro plébániatemplom különösen látványos.

## Fordítás
- Ez a szócikk részben vagy egészben  az   Usseaux című olasz Wikipédia-szócikk fordításán alapul.  Az eredeti cikk szerkesztőit annak laptörténete sorolja fel. Ez a jelzés csupán a megfogalmazás eredetét és a szerzői jogokat jelzi, nem szolgál a cikkben szereplő információk forrásmegjelöléseként.